# Henckelia nana
Henckelia nana är en tvåhjärtbladig växtart som beskrevs av A. Weber. Henckelia nana ingår i släktet Henckelia och familjen Gesneriaceae. Inga underarter finns listade i Catalogue of Life.